# Robert Houelbec
 (octobre 2011).
Si vous disposez d'ouvrages ou d'articles de référence ou si vous connaissez des sites web de qualité traitant du thème abordé ici, merci de compléter l'article en donnant les références utiles à sa vérifiabilité et en les liant à la section « Notes et références ».
Robert Houelbec, né le 7 juin 1924 à Carquebut et mort le 16 juin 1991 à Moulins, est un ancien coureur cycliste français. Professionnel de 1949 à 1953, il a remporté le Grand Prix du Havre Libre en 1952 et 1953 et le Grand Prix Michel-Lair en 1953.

## Carrière
Au sein de l'équipe Perle Hutchison, il a couru avec André Darrigade (vainqueur de 22 étapes du Tour de France), Hugo Koblet (vainqueur du Tour de France 1951 et du Tour d'Italie 1950).

Après sa carrière de coureur cycliste, Robert Houelbec devient chef d'entreprise puis, passionné par les chevaux, il se lança dans une carrière d'entraineur de trotteur, sa licence de driver amateur en poche il participe a 122 courses pour 13 victoires .

## Palmarès
- 1951
  - 3e étape du Tour de l'Orne
  - 1re étape du Tour du Calvados
- 1952
  - Circuit Loire-Océan :
    - Classement général
    - 2ea et 5e étapes

  - Grand Prix du Havre Libre
  - Circuit du Perche
  - 2e du Maillot des As
  - 3e du Prix de Saint Méen-le-Grand
- 1953
  - 1re étape du Tour de l'Orne
  - Grand Prix du Havre Libre
  - Grand Prix Michel-Lair
  - 2e du Maillot des As
  - 1re Critérium de Pontivy